# Allée de la Tremperie
L'allée de la Tremperie est une voie piétonnede Nantes, en France.

## Situation et accès
Il s'agit d'un ancien quai du port de Nantes sur la Loire située dans le Centre-ville de Nantes.

## Historique
Avant les travaux de comblement de la Loire dans les années 1920 et 1930, cette artère constituait alors un quai de la rive droite du « bras de la Bourse » qui, après ce chantier laissa la place au cours Franklin-Roosevelt.
À l'ouest de ce quai, dans le prolongement de la rue de la Paix se trouvait le « pont de la Poissonnerie » (succédant au « pont d'Aiguillon ») qui permettait de franchir le bras du fleuve pour rejoindre l'île Feydeau au niveau de la rue Bon-Secours.
Moins large qu'il ne l'était à l'origine, ce quai fut agrandi et renforcé vers les années 1850, pour permettre d'accueillir la ligne de chemin de fer vers Saint-Nazaire prolongée depuis de la Gare de Nantes en 1857.
En 1899, Maurice Schwob lance, dans le Phare de la Loire, une campagne de promotion d'un projet du directeur de la Compagnie du chemin de fer de Paris à Orléans, M. Heurteaux, qui prévoit de surélever la ligne qui traverse la ville au moyen d'un viaduc ferroviaire entre la gare d'Orléans et le quai d'Aiguillon, à la manière des tronçons aériens du métro de Paris. La voie une fois surélevée se serait située au niveau du 1er étage des immeubles du quai. Cette proposition, à laquelle le maire, Paul-Émile Sarradin, est favorable, est débattue lors du conseil municipal. Mais le projet ne voit pas le jour, bien qu'il soit de nouveau proposé deux fois, sans plus de succès, en 1904, avec des modifications apportées par l'ingénieur en chef de la Compagnie d'Orléans, M. Liébaux, puis en 1926, après un réajustement effectué par l'ingénieur des Ponts et chaussées responsable des travaux du port, M. Marcheix.
En 1918, la voie, jusqu'alors unique, est doublée (voir l'article sur le quai de la Fosse).
En 1941, la circulation ferroviaire sera basculée au sud de l'île Feydeau, sur les terrains gagnés par le comblement du « bras de l'Hôpital », puis après la Seconde Guerre mondiale, un tunnel sera aménagé au même endroit dans l'ancien lit du fleuve. Aujourd'hui, le tracé de la ligne 1 du tramway reprend à quelques mètres près celui de cette ancienne ligne de chemin de fer.
Anciennement dénommé « quai du Bouffay », ou également « quai Céres », il reprend sa dénomination ancienne par décision du conseil municipal du 30 novembre 1936. Les travaux de comblement du « bras de l'Hôpital » qui le bordait jusque dans les années 1920-1930 en feront une « allée » dédiée à la circulation automobile, par décision de la municipalité du 8 février 1946.
Les travaux d'aménagement du cours Franklin-Roosevelt qui se sont terminés en 2013 ont affecté l'allée à une circulation exclusivement piétonne.

## Bâtiments remarquables et lieux de mémoire
Tous les immeubles qui s'y trouvent sont inscrits au titre des monuments historiques.
| Monument | Adresse                                         | Coordonnées                        | Notice         | Protection | Date | Illustration |
| -------- | ----------------------------------------------- | ---------------------------------- | -------------- | ---------- | ---- | ------------ |
| Immeuble | 2 rue de la Paix Allée de la Tremperie (façade) | 47° 12′ 52″ nord, 1° 33′ 15″ ouest | « PA00108726 » | Inscrit    | 1951 | Immeuble     |
| Immeuble | 2 allée de la Tremperie                         | 47° 12′ 52″ nord, 1° 33′ 14″ ouest | « PA00108740 » | Inscrit    | 1951 | Immeuble     |
| Immeuble | 3 allée de la Tremperie                         | 47° 12′ 52″ nord, 1° 33′ 14″ ouest | « PA00108741 » | Inscrit    | 1951 | Immeuble     |